# 克莱门汀·丘吉尔
克萊門汀·奧格威·斯賓塞-邱吉爾，斯賓塞-邱吉爾女男爵，GBE（1885年4月1日—1977年12月12日），原姓霍齐尔（英語：Hozier），英國首相丘吉尔的夫人，是他政治生活上的重要支柱。